# Francis Rodriguez
Francis Rodmelis Rodriguez (ur. 12 lipca 1980 w San Juan de Los Morros) – wenezuelska wspinaczka sportowa. Specjalizowała się w boulderingu, w prowadzeniu oraz we wspinaczce na czas. Pięciokrotna mistrzyni Ameryki Południowej we wspinaczce sportowej w latach 2002 – 2006.

## Kariera
Multimedalistka we wspinaczce sportowej w konkurencjach; boulderingu, prowadzenia, wspinaczki na czas oraz wspinaczki łącznej (łącznie 9 medali; w tym 5 złotych oraz 4 srebrne) w latach 2002 - 2012:
- Mistrzostwa Ameryki Południowej (7 medali);
  - mistrzostwo Ameryki Południowej (5x) – 2002, 2006
  - wicemistrzostwo Ameryki Południowej (2x) – 2004,
- Mistrzostwa obu Ameryk (2 medale);
  - wicemistrzostwo Ameryki (2x) – 2010 i w roku 2012.

Uczestniczka zawodów wspinaczkowych World Games we Duisburgu w 2005, gdzie zajęła 6. miejsce we wspinaczce sportowej, a w kolumbijskim Cali w 2013 była trzynasta w prowadzeniu.
Uczestniczka, prestiżowych zawodów wspinaczkowych Rock Master we włoskim Arco w roku 2010.

## Osiągnięcia

### Mistrzostwa świata
| Konkurencje  | 2005 | 2007 |
| Bouldering   | —    | 51   |
| Prowadzenie  | 6    | 37   |
| Wsp. na czas | —    | 9    |

### World Games
| Konkurencje | 2005 | 2013 |
| Prowadzenie | 6    | 13   |

### Mistrzostwa Ameryki
| Konkurencje       | 2002 | 2004 | 2006 | 2010 | 2012 |
| Bouldering        | —    | 2    | 1    | —    | 4    |
| Prowadzenie       | 1    | 2    | 1    | 2    | 2    |
| Wsp. na czas      | 1    | 2    | 4    | —    | 5    |
| Wspinaczka łączna | —    | —    | 1    | —    | —    |

### Rock Master
| Konkurencje | 2010 |
| Prowadzenie | 30   |